# Poluzjanci
Poluzjanci (wcześniej Polucjanci lub Polücjanci) – polski zespół muzyczny poruszający się w różnych nurtach muzycznych, od funky do jazz-rocka.

## Historia
Zespół został założony w 1995 przez studentów Wydziału Jazzu i Muzyki Rozrywkowej Akademii Muzycznej w Katowicach. W początkowym składzie znaleźli się: Kuba Badach (śpiew), Piotr Żaczek (gitara basowa), Przemysław Maciołek (gitara), Robert Luty (perkusja), Tomek Szymuś (klawisze). W 1997 roku po raz pierwszy zagrali na Festiwalu Polskiej Piosenki w Opolu. Zmuszeni byli wówczas do zmiany nazwy, bo ówczesna wydała się organizatorom zbyt nieprzyzwoita (zobacz: polucja). Wystąpili więc jako TheFormacja.
W 2000 zespół poszerzony o klawisze Grzegorza Jabłońskiego oraz talent techniczny i muzyczny Marcina „Małego” Górnego, wydał debiutancką płytę pt. Tak po prostu (Sony Music Entertainment Poland). Krążek promowały single: Na planecie pełnej ludzi, Nie ma nas, Tylko ty i ja. Teksty na płytę w większości napisał Janusz Onufrowicz (oprócz utworów Perfect Guy – napisanego przez wokalistę Kubę Badacha, Zocha – autorstwa Franciszka Piątkowskiego i Nie ma nas – autorstwa Jacka Falkiewicza).
W czerwcu 2002, dzięki staraniom Ewy Sokołowskiej, zespół zagrał koncerty w Avery Fisher Hall w Lincoln Center (Nowy Jork) oraz na Greenwich Village w klubie Baggot Inn.
Przygotowanie drugiej płyty przez długi czas się opóźniało, mimo singli Tralala300 i Najpiękniejsi (w duecie z Kayah) wydanych na Walentynki w 2005. Muzycy jednak w tym czasie współpracowali m.in. z Kayah, Gordonem Haskellem, Sistars, Natalią Kukulską, Edytą Górniak, Moniką Brodką.
W 2006 zespół przygotował piosenkę Ona, czyli ja, która promowała program na TVN Style pod tym samym tytułem, prowadzonym przez Joannę Brodzik.
Premiera drugiej płyty zespołu – Druga płyta – miała miejsce 11 lutego 2010.
Premiera trzeciej płyty zespołu – Trzy metry ponad ziemią – odbyła się 21 października 2011, a pierwszym singlem zwiastującym płytę był utwór pod tym samym tytułem.

## Muzycy
Obecny skład zespołu
- Kuba Badach – śpiew
- Grzegorz Jabłoński – instrumenty klawiszowe
- Marcin „Mały” Górny – instrumenty klawiszowe
- Piotr Żaczek – gitara basowa
- Robert Luty – perkusja
- Janusz Onufrowicz – teksty[1]

Byli członkowie
- † Przemysław Maciołek – gitara
- Tomasz Szymuś – instrumenty klawiszowe

## Dyskografia
| 2000                           | Tak po prostu - Data: 21 lutego 2000 - Wydawca: Sony Music Entertainment Poland | –  |
| 2010                           | Druga płyta - Data: 11 lutego 2010 - Wydawca: Penguin Records                   | 5  |
| 2011                           | Trzy metry ponad ziemią - Data: 21 października 2011 - Wydawca: Penguin Records | 7  |
| 2024                           | 4P - Data: 13 grudnia 2024 - Wydawca: Agora                                     | 21 |
| „—” pozycja nie była notowana. |                                                                                 |    |

| 2000                           | "Tylko Ty i ja"                 | —  |
| 2000                           | "Nie ma nas"                    | —  |
| 2000                           | "Na planecie pełnej ludzi"      | 49 |
| 2005                           | "Tralala 300"                   | —  |
| 2005                           | "Najpiękniejsi" (razem z Kayah) | 38 |
| 2009                           | "Prosta piosenka"               | —  |
| 2010                           | "Doskonale"                     | —  |
| 2011                           | "Trzy metry ponad ziemią"       | —  |
| 2024                           | "Kowbojski"                     | —  |
| „—” pozycja nie była notowana. |                                 |    |

## Nagrody i nominacje
| Rok  | Nagroda  | Kategoria      | Płyta                   | Rezultat  |
| ---- | -------- | -------------- | ----------------------- | --------- |
| 2012 | Fryderyk | Grupa roku     | –                       | Nominacja |
| 2012 | Fryderyk | Album roku pop | Trzy metry ponad ziemią | Nominacja |